# 42482 Фішер-Діскау
42482 Фішер-Діскау (42482 Fischer-Dieskau) — астероїд головного поясу, відкритий 8 вересня 1988 року.
Тіссеранів параметр щодо Юпітера — 3,499.